# Hide Your Heart
«Hide Your Heart» («Сховай своє серце») — сьомий студійний альбом валлійської співачки Бонні Тайлер, випущений 9 травня 1988 року лейблом «CBS Records». Продюсером альбому став Дезмонд Чайлд. У Північній та Південній Америці альбом випускався лейблом «Columbia Records» під альтернативною назвою «Notes from America» («Нотатки з Америки»). Багато треків альбому згодом стали синглами-хітами для інших виконавців, зокрема, «The Best» для Тіни Тернер.

## Передумови і написання
Записавши чотири альбоми в стилі кантрі-поп на лейблі «RCA Records» наприкінці 1970-х—на початку 1980-х років, Тайлер підписала контракт із «CBS»/«Columbia» і почала працювати з піснярем та продюсером Джимом Стейнменом. Результатом їхньої співпраці стали два студійні альбоми і всесвітньо відомі сингли «Total Eclipse Of The Heart» і «Holding Out for a Hero». Тайлер заявила, що, хоча їй сподобалося працювати зі Стейнменом, процес запису із ним був повільним, і вона вирішила створити свій наступний альбом з Дезмондом Чайлдом, який написав дві пісні до її альбому «Secret Dreams and Forbidden Fire» (1986).
Альбом «Hide Your Heart» записали на студії «Bearsville» у Вудстоку, штат Нью-Йорк, а також на студіях «The Hit Factory» і «Right Track» у Нью-Йорку. «CBS» виділили Чайлду бюджет на лише три пісні, але йому вдалося розтягнути його, щоб записати альбом із десяти треків. У вступному треку «Notes from America» звучить хор із 50 осіб, яких запросили в студію з вулиці.
Чайлд написав пісню «Hide Your Heart» у співавторстві з Полом Стенлі та Голлі Найт, вона спочатку призначалася для альбому гурту «Kiss» «Crazy Nights» (1987). Версія Тайлер стала першою, випущеною 1988 року, тоді як «Kiss» у підсумку записали її для свого наступного альбому «Hot in the Shade» (1989). Пісню «Don't Turn Around» вперше записала Тіна Тернер як Б-сторону до свого синглу «Typical Male» 1986 року, а пізніше вона стала хітом для гуртів «Aswad» і «Ace of Base». «Hide Your Heart» також містить оригінальну версію пісні «Save Up All Your Tears», яка стала хітом для Робін Бек 1989 року, а потім для Шер 1991 року. Пісню «The Best» написали Майк Чепмен та Голлі Найт і спочатку вона призначалася для виконавця-чоловіка, але після його відмови потрапила до Тайлер. Тернер виконала пісню 1989 року, яка стала світовим хітом.
Альбом також містить кавер-версію «Turtle Blues» гурту «Big Brother and the Holding Company» за участю Дженіс Джоплін з альбому «Cheap Thrills» (1968). Тайлер записала трек у тій самій вокальній кабіні, що й Джоплін. Бас-гітарист Сет Глассман і соло-гітарист Джон Маккеррі помінялися інструментами, щоб надати треку імпровізованого звучання. Трек зписли о 2 годині ночі після джем-сейшену. Маккеррі наклав гітарне соло після того, як пісню записали.

## Оцінки критиків
«Hide Your Heart» отримав загалом позитивні відгуки музичних критиків. Його включили до списку альбомів тижня в журналі «Music & Media», який писав: «Британська рок-співачка з її потужним, лютим голосом видає приємний альбом, сповнений матеріалу, що сильно зачіпає, помпезних побудов та драматичного груву». Маріо Тарраделл з «The Miami News» описав Тайлер як «пожвавлену» після її роботи з Джимом Стейнменом. Він відзначив кавер Тайлер на пісню Дженіс Джоплін «Turtle Blues» як «родзинку альбому», сказавши: «Тайлер вловила джазову різкість і захопливу інтенсивність, характерні для стилю Джоплін, і додала свою власну театральність, створивши вражаючу данину поваги покійній співачці». Тарраделл додав, що Тайлер «не завжди дається найкращий матеріал, і її кар'єра була жертвою американських гірок», але охарактеризував альбом як «вражаюче повернення» в рок-музику. Курт Андерсон з «Bangor Daily News» погодився, що «Turtle Blues» є «родзинкою альбому» і «стоїть на голову вище решти [треків]». Він також вважав, що кавер Тайлер на пісню «To Love Somebody» «кращий за оригінал». Однак він стверджував, що альбом перепродюсований, кажучи, що суть «Don't Turn Around» «губиться у приливній хвилі звуку», коли вступає хор. На завершення він сказав, що трек «Notes from America» звучить «як більшість комерційного рок-н-ролу на радіо», і що «шкода, що [Тайлер] не співає більш запам'ятовувану музику». У журналі «Raw» Малколм Доум назвав сингл «Notes from America» «гімном», але вважав, що він звучить надто схоже на інші популярні хард-рокові пісні з чартів «Billboard».

## Реліз та просування
«Hide Your Heart» вийшов 9 травня 1988 року. Альбом отримав змішані відгуки: одні критики хвалили його рок-орієнтоване звучання, а інші — вважали надто комерційним. На підтримку альбому співачка дала тур «Hide Your Heart» (1988), який складався з дев'ятнадцяти концертів по всій Великій Британії. На момент виходу альбому Тайлер перебувала на середині проведення свого туру; це був її перший хедлайн-тур Великою Британією після виходу альбому «Natural Force» 1978 року. Пізніше вона виступила на Фестивалі в Редінгу 27 серпня 1988 року. Потім Тайлер вирушила в шеститижневий тур по Радянському Союзу в листопаді-грудні 1988 року. Альбом мав успіх у скандинавських країнах, досягнувши 2-го місця в Норвегії, тоді як у Великій Британії він посів лише 78-ме місце, а в США взагалі не потрапив до чартів.
«The Best» вийшла як перший сингл альбому у січні 1988 року. Вона посіла 10-е місце у чарті Норвегії, 25-е — у Фінляндії та 95-е — у Великій Британії. «Hide Your Heart» вийшла у квітні 1988 року і посіла 22-е місце у Фінляндії. Жива версія «Save Up All Your Tears», записана в лондонському клубі «Hammersmith Apollo», вийшла як сингл у Великій Британії, а студійна версія вийшла пізніше як промо-сингл у США. «Notes from America» стала заключним синглом альбому в січні 1989 року.

## Трек-лист
| #     | Назва                             | Автор                                    | Тривалість |
| ----- | --------------------------------- | ---------------------------------------- | ---------- |
| 1.    | «Notes from America»              | Дезмонд Чайлд Роббі Сейдмен              | 4:54       |
| 2.    | «Hide Your Heart»                 | Пол Стенлі Дезмонд Чайлд Голлі Найт [en] | 4:25       |
| 3.    | «Don't Turn Around»               | Даян Воррен [en] Альберт Гаммонд [en]    | 4:18       |
| 4.    | «Save Up All Your Tears»          | Дезмонд Чайлд Даян Воррен                | 4:24       |
| 5.    | «To Love Somebody»                | Баррі Ґібб Робін Ґібб                    | 5:49       |
| 6.    | «Take Another Look at Your Heart» | Майкл Болтон [en] Дезмонд Чайлд          | 3:47       |
| 7.    | «The Best»                        | Майк Чепмен [en] Голлі Найт              | 4:16       |
| 8.    | «Shy with You»                    | Роббі Сейдмен                            | 3:40       |
| 9.    | «Streets of Little Italy»         | Роббі Сейдмен                            | 4:37       |
| 10.   | «Turtle Blues»                    | Дженіс Джоплін                           | 4:12       |
| 44:22 |                                   |                                          |            |

## Учасники запису
Музиканти
- Бонні Тайлер — вокал, бек-вокал (8)
- Чак Кентіс — клавішні (1, 3-9), синтезатори (1, 3-9), орган (2, 10)
- Грегг Манджафіко — акустичне фортепіано (5, 10)
- Голлі Найт — додаткові клавішні (6, 7)
- Бетт Сассман — акустичне фортепіано (9)
- Джон Маккеррі — гітари (1-9), соло-гітара (10), бас (10)
- Тоні Левін — бас (1, 3, 6)
- Джон Ріган — бас (2, 4, 8, 9)
- Сет Глассман — бас (5, 7), ритм-гітара (10)
- Джеррі Маротта — ударні, перкусія, хоровий вокал (5), бек-вокал (6)
- Ронні Кубер — баритон-саксофон (5, 10)
- Луїс Кортелецці — тенор-саксофон (5), саксофон соло (5, 10)
- Лоуренс Фельдман — тенор-саксофон (5, 10)
- Кіт О'Квінн — тромбон (5, 10)
- Джо Шеплі — труба (5, 10)
- Ральф Шакетт — аранжування для валторни та диригент (5, 10)
- Елейн Касвелл — бек-вокал (1, 6, 7, 8), хоровий вокал (3, 5)
- Дезмонд Чайлд — бек-вокал (1, 6, 7, 8), гуртовий вокал (2), хоровий вокал (3, 5), сольний вокал (9)
- Діана Грасселлі — бек-вокал (1, 8), хоровий вокал (3)
- Міріам Наомі Валле — бек-вокал (1, 7, 8), хоровий вокал (3, 5)
- Джо Лінн Тернер — сольний вокал (1), гуртовий вокал (2), хоровий вокал (3), бек-вокал (6, 8)
- Луїс Мерліно — гуртовий вокал (2), бек-вокал (4, 6, 7, 8), хоровий вокал (5)
- Ел Скотті — гуртовий вокал (2)
- Берні Шанахан — гуртовий вокал (2)
- Стівен Савітт — хоровий вокал (3), бек-вокал (6)
- Патті Дарсі — бек-вокал (4)
- Дженіс Пейсон — бек-вокал (8)
- Мелані Вільямс — бек-вокал (8)

Технічний персонал
- Дезмонд Чайлд — продюсер
- Сер Артур Пейсон — запис
- Кріс Іска — додатковий інженер, асистент інженера
- Том Кедлі — асистент інженера
- Джордж Коуен — асистент інженера
- Джей Хілі — асистент інженера
- Кріс Лейдлоу — асистент інженера
- Денні Мормандо — асистент інженера
- Девід Тонер — зведення (1, 3-10)
- Боб Рок — зведення (2)
- Джордж Маріно — мастеринг у Sterling Sound (Нью-Йорк, Нью-Йорк)
- Стівен Савітт — продюсер
- Одрі Бернстайн — ілюстрації
- Студія Білла Сміта — дизайн
- Джон Свонелл — фотографія
- Кіт Гарріс — перукар
- Джей Джей — перукар-стиліст
- Шеріл Фелпс Гарднер — макіяж
- Девід Аспден — менеджмент

## Чарти
| Чарт (1988)                                               | Позиція |
| --------------------------------------------------------- | ------- |
| Канада Canada RPM Top Albums (RPM)                        | 91      |
| Європейський Союз European Top 100 Albums (Music & Media) | 49      |
| Фінляндія Finland (Suomen virallinen lista)               | 15      |
| Німеччина German Albums (Media Control)                   | 64      |
| Норвегія Norwegian Albums (VG-lista)                      | 2       |
| Швеція Swedish Albums (Sverigetopplistan)                 | 24      |
| Швейцарія Swiss Albums (Schweizer Hitparade)              | 13      |
| Велика Британія UK Albums (OCC)                           | 78      |